# Phenaceupelmus chilensis
Phenaceupelmus chilensis är en stekelart som beskrevs av Gibson 1995. Phenaceupelmus chilensis ingår i släktet Phenaceupelmus och familjen hoppglanssteklar. Inga underarter finns listade i Catalogue of Life.